# Улица М. Антокольскё
У́лица М. Антоко́льскё (улица М. Антокольского, лит. M. Antokolskio gatvė) — одна из древних улиц в Старом городе Вильнюса; названа в честь известного скульптора Марка Антокольского. Короткая, в два здания по каждой стороне, и узкая, идёт с севера на юг параллельно улице Жиду от перекрёстка улиц Стиклю и Гаоно во двор, на который выходят дома и дворы вдоль улиц Диджёйи и Вокечю. Длина улицы около 140 м; она закрыта для автотранспорта. 

## Название
До Первой мировой войны в качестве продолжения улицы Ятковой (Мясная улица, Обжорный переулок; ныне улица Месиню) носила то же название, в период между двумя мировыми войнами называлась улицей Юлиана Клячко (ul. Juljana Klaczki), в честь писателя и публициста, который родился в несохранившемся доме на углу этой улицы и улицы Немецкой (ныне Вокечю). Перед войной, в 1939 году, была названа именем Антокольского (Antokolskio); после Второй мировой войны до 1989 года называлась Стиклю (Стеклянная), как и её продолжение (ныне улица Гаоно), а улица Стиклю называлась улицей Антокольского  .

## История и характеристика

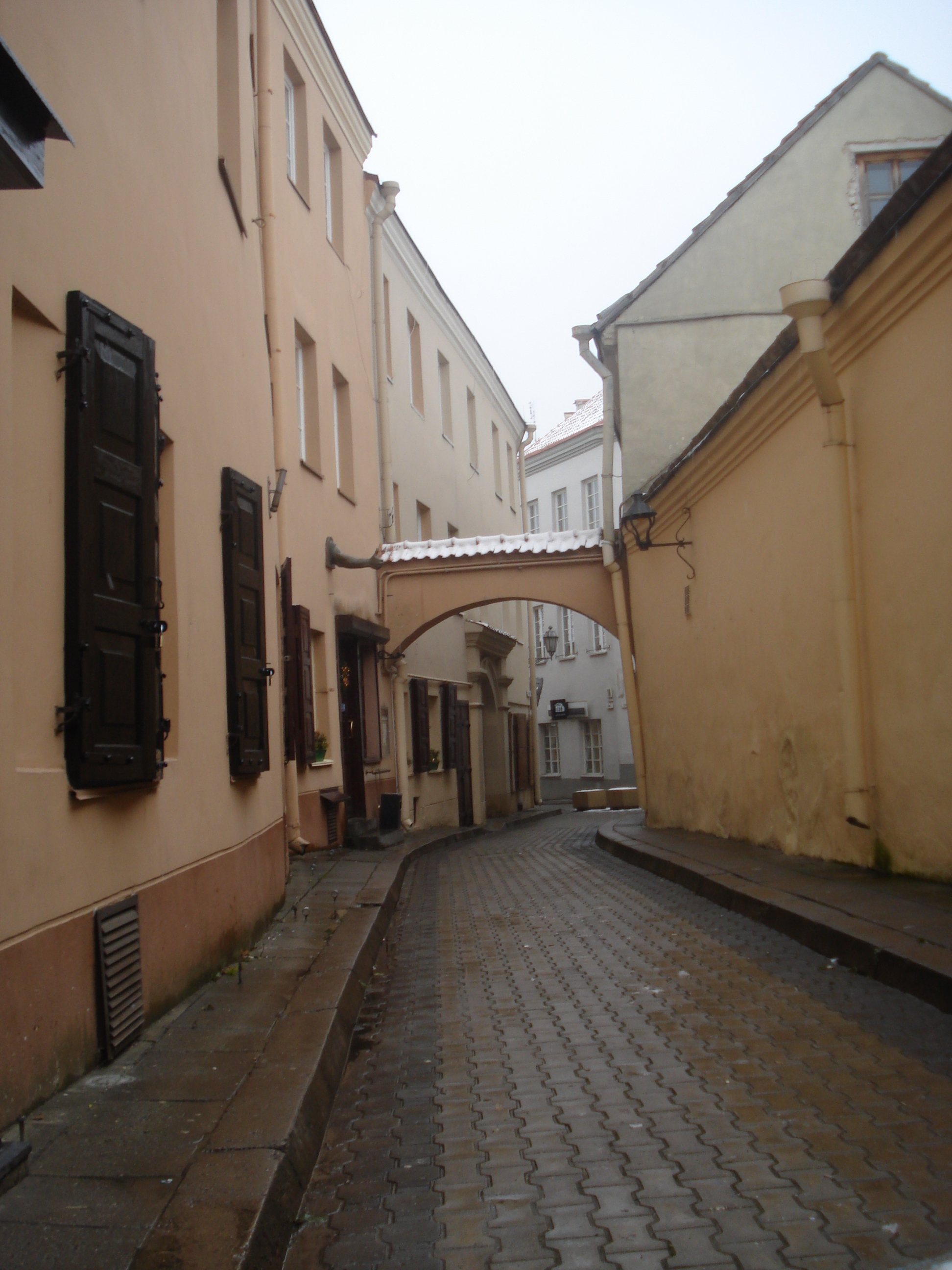
Арка на улице Антокольского

Улица расположена в старинном еврейском квартале. Прежде улица выходила на улицу Немецкую и продолжалась улицей Мясной (Месиню). Во время Второй мировой войны улица входила в территорию Малого гетто.
После войны улица стала тупиковой. Двор, в который выходит улица, устроен на месте пустыря, образовавшегося после сноса остатков разрушенного еврейского квартала, прилегавшего к Большой синагоге. При этом исчезло несколько домов, которые можно увидеть на акварели Мстислава Добужинского (1906, Государственная Третьяковская галерея). Сейчас на улице располагаются жилые, по правую западную сторону — с магазином сувениров и ресторанами в нижних этажах.
По левую сторону в двухэтажном угловом доме зрелого барокко традиционно располагался магазин сувениров, сейчас — архитектурно-дизайнерский салон (M. Antokolskio g. 2 / Stiklių g. 10). Под номером 4 стоит невысокое складское здание, построенное после войны, выходящее на улицу глухой стеной. Жилой многоквартирный дом под номером 6 стоит во дворе. Под номером 8 значится несколько ничем непримечательных многоквартирных жилых домов постройки второй половины XIX века — второй половины XX века.

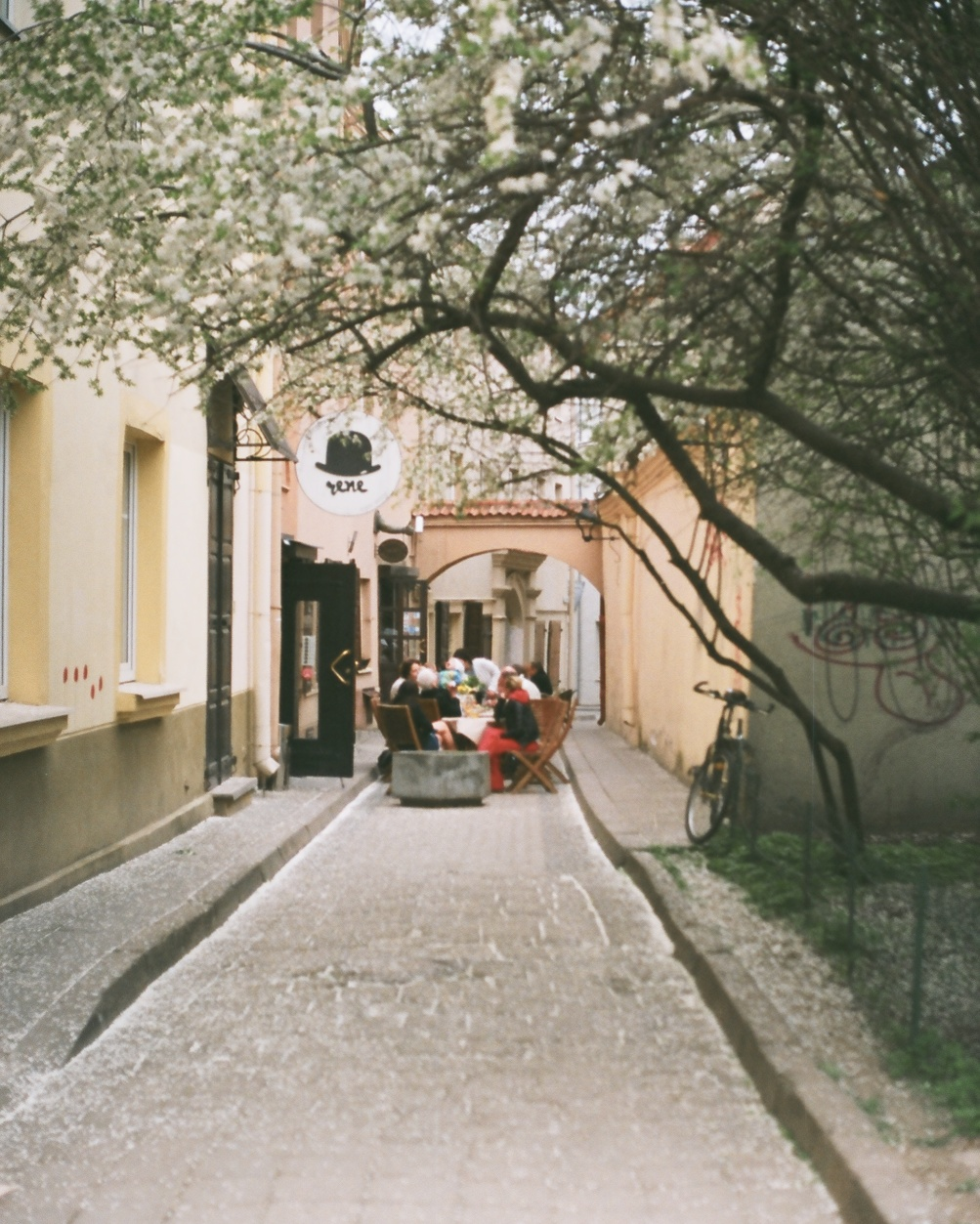
«Рене»

Первое угловое здание по правую западную сторону значится по улице Стиклю (Stiklių 12); в нижнем этаже этого трёхэтажного жилого дома располагается салон серебряных изделий. По самой же улице Антокольскё значатся только два номера — 11 и 13. Нижний этаж первого из них занимает ресторан „Markus ir Ko“ (M. Antokolskio g. 11). В этом месте над улицей висит поперечная арка — примечательная деталь улицы, изображённая на акварели Добужинского и рисунке сангиной Мячисловаса Булаки (1945, Вильнюсская картинная галерея). По соседству располагался пивной бара «Аукштайчяй», а сейчас — ресторан пивной кухни «Рене» („René“; M. Antokolskio g. 13); назван по имени художника Рене Магритта, репродукции произведений которого висят в ресторане . Последний дом с тем же 13 номером по правую сторону — угловой трёхэтажный дом, построенный в 1959 году.